# Епархия Палы
Епархия Палы (лат. Dioecesis Palaënsis) — епархия Римско-Католической Церкви с центром в городе Пала, Чад. Епархия Пала распространяет свою юрисдикцию на  регионы Восточное Майо-Кеби и Западное Майо-Кеби. Епархия Палы входит в митрополию Нджамены. Кафедральным собором епархии Палы является церковь святых Петра и Павла в городе Пала.

## История
19 декабря 1956 года Римский папа Пий XII издал буллу "Qui Christo iubente", которой учредил апостольскую префектуру Палы, выделив её из апостольской префектуры Гаруа (сегодня – Архиепархия Гаруа).
16 января 1964 года Римский папа Павел VI издал буллу "Christi fidelium animis", которой передал часть территории архиепархии Нагпура апостольской префектуре Палы, одновременно преобразовав её в епархию.

## Ординарии  епархии
- епископ Honoré Jouneaux OMI [1](1957 - 1964);
- епископ Georges-Hilaire Dupont OMI (16.01.1964 – 28.06.1975);
- епископ Jean-Claude Bouchard OMI (26.02.1977 – по настоящее время).

## Источник
- Annuario Pontificio, Libreria Editrice Vaticana, Città del Vaticano, 2003, ISBN 88-209-7422-3
- Булла Qui Christo iubente, AAS 49 (1957), стр. 391  (лат.)
- Булла Christi fidelium animis  (лат.)